# Карпатська циганська мова
Карпатські діалекти циганської мови, також відомі як центрально-циганські або ромунгро-циганські, є групою діалектів циганської мови, якими розмовляють від південної Польщі до Угорщини та від східної Австрії до України.
Північно-центральна циганська мова — одна з дюжини основних діалектних груп циганської мови, індоарійської мови Європи. На північно-центральних діалектах циганської мови традиційно говорять деякі субетнічні групи циганського народу в Угорщині, Чехії, Словаччині (за винятком її південно-західних та південно-центральних районів), південно-східної Польщі, Закарпатської області України та частини румунської Трансільванії . Існують також усталені громади емігрантів, які говорять північно-центральною циганською мовою, у Сполучених Штатах і нещодавні громади емігрантів у Сполученому Королівстві, Ірландії, Бельгії та деяких інших країнах Західної Європи.

## Діалекти
Ельшик використовує цю класифікацію та діалектні приклади (географічна інформація з Матрацу):
| Підгрупа            | Діалект/мова      | Сучасне місце                                 |
| ------------------- | ----------------- | --------------------------------------------- |
| Північно-центральна | Богемська         | Чехія (дилаект вимер пізніше після Пораймосу) |
|                     | Західно-словацька | Словаччина                                    |
|                     | Східно-словацька  | Словаччина, Чехія                             |
|                     | Південнопольський | Польща                                        |
| Гурварі             | Гурварі           | Угорщина                                      |
| Південно-центральна | Ромунгро          | Угорщина                                      |
|                     | Римська           | Австрія                                       |
|                     | Венд              | Угорщина, Словенія                            |